# Пузыревский, Пётр Михайлович
Пётр Михайлович Пузыревский (1901 — 1957) — полковник инженерных войск ВС СССР и Народного Войска Польского.

## Биография
В РККА с 1920 года, дослужился до командира сапёрного отделения в штабе инженерных войск. В 1941—1944 годах сражался на разных фронтах, в том числе на 1-м и 2-м Украинских фронтах. Участник Сталинградской битвы, отмечен разными наградами. Во время сражения за Сталинград занимал должность начальника оперативного отдела штаба 12-й инженерно-сапёрной бригады. С мая по сентябрь 1944 года — командир 51-й инженерно-сапёрной бригады.
Осенью 1944 года направлен в Войско Польское, в звании полковника командовал 2-й Варшавской инженерно-сапёрной бригадой, участник боёв за Варшаву и руководитель операции по разминированию города (в разминировании участвовали, помимо советских частей, 2-я, 4-я и 5-я инженерно-сапёрные бригады Народного Войска Польского). За оказание помощи в разминировании города награждён Орденом Креста Грюнвальда III степени по распоряжению Верховного главнокомандующего Войска Польского генерала Михала Роля-Жимерского.
После войны занимался разминированием ряда районов (Варец-Магнушев, Пулава, Сандомир) и центральной Польши от Вислы до Одера, а также Вроцлава. В 1946 году вернулся в РККА.